# Il Carabiniere (rivista)

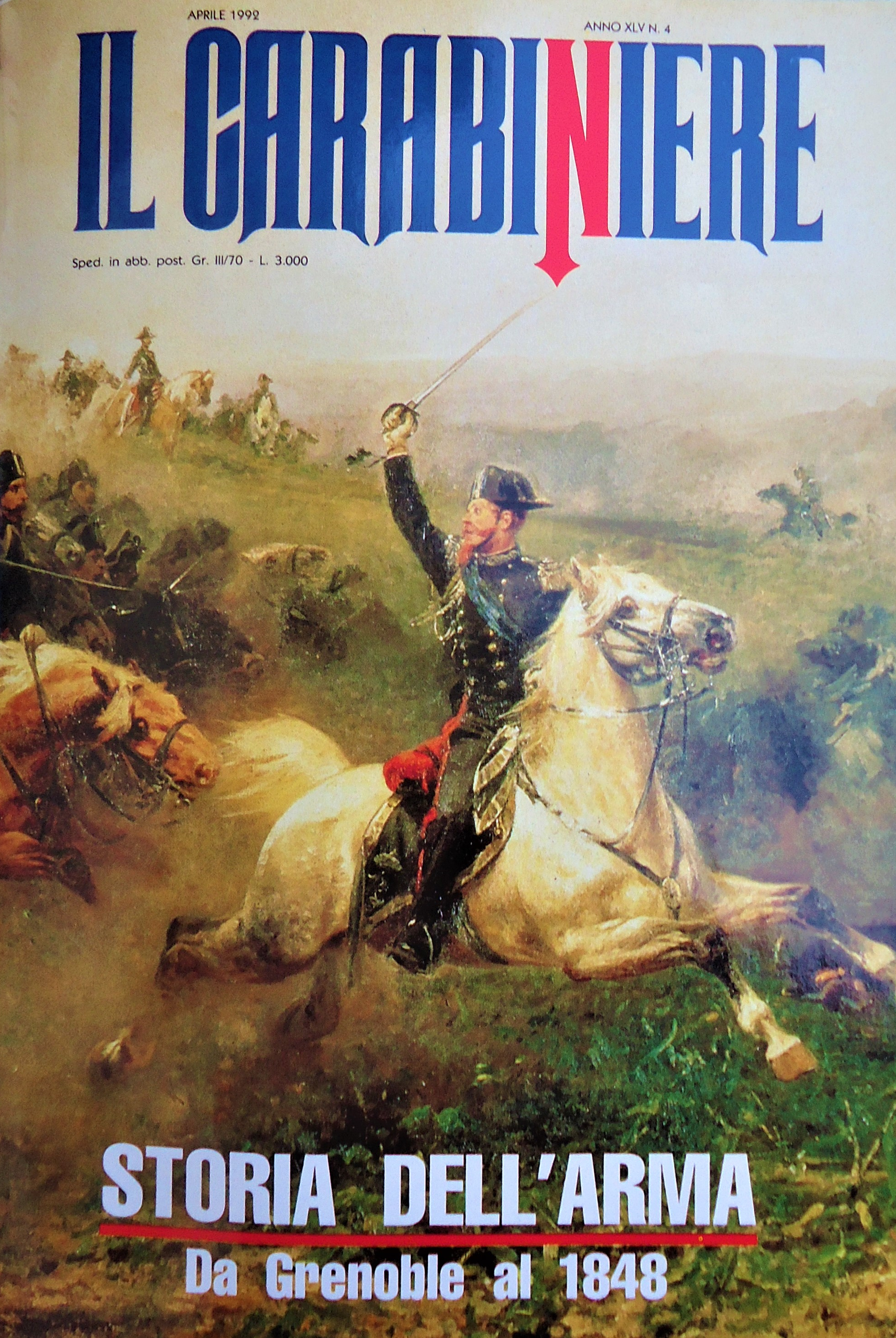
Rivista "Il Carabiniere" del 4 Aprile 1992

Il Carabiniere è il mensile istituzionale dell'Arma dei Carabinieri. Nato nel 1872, la prima serie di pubblicazioni ebbe termine nel 1894. Fu ricreato nel 1948 per sostituire la precedente pubblicazione ufficiale Il Carabiniere della Nuova Italia.
La Rivista è diffusa in abbonamento per 11 numeri annui. Si tratta di un periodico di attualità, cultura e informazione professionale che si prefigge di divulgare la conoscenza dell'Istituzione promuovendone i valori, la storia e le attività anche attraverso contenuti tecnici, giuridici, storici, di cultura generale, di attualità e relativi a vita e attività istituzionali.

## Storia

### Precursori
Altre pubblicazioni analoghe avevano preceduto quella odierna. Fino al 1934 si trattava di iniziative private:
- Il Carabiniere - Giornale Militare (1872-1894);
- Il Monitore dei Carabinieri Reali (1873-1924);
- Carabiniere Italiano (1873-1924);
- Il giornale del Carabiniere (1926-1933)
- Il Carabiniere (1925-1937);
- Rivista dei Carabinieri Reali, (1934-1943)
- Il Carabiniere della Nuova Italia (1944-1947).

### L'Ente Editoriale per l'Arma dei Carabinieri
Nel novembre 1934 vede la luce il primo periodico edito direttamente dall'Arma, la  Rivista dei Carabinieri Reali, che terminò la prubblicazioni nel 1943. Poi fu la volta de Il Carabiniere della Nuova Italia, fino al 1947.
Il 1º gennaio 1948, sorge per iniziativa del Comando Generale,  Il Carabiniere, con direttore il Capo di Stato Maggiore. 
La Rivista dal 1975 è pubblicata dall'“Ente Editoriale per l'Arma dei Carabinieri”, fondazione di diritto privato riconducibile all'Istituzione, nata per iniziativa dell'allora capo di stato maggiore Arnaldo Ferrara, la cui personalità giuridica è stata riconosciuta con Decreto del presidente della Repubblica nº 1028/1975.
La fondazione persegue le proprie finalità attraverso la pubblicazione di prodotti editoriali periodici e aperiodici fra i quali, oltre alla Rivista “Il Carabiniere”, si annoverano il celebre Calendario storico dell'Arma dei Carabinieri e numerosi volumi di contenuto storico, iconografico, documentale dedicati all'Istituzione o a particolari Reparti, temi ed aspetti che la riguardano.
L'Ente è dotato di un proprio patrimonio e di autonomia finanziaria e amministrativa, e si sostiene, oltre che con la gestione del proprio patrimonio, con gli utili derivanti dallo sfruttamento e vendita dei propri prodotti editoriali, senza impegnare alcuna risorsa pubblica.

## Struttura
La Rivista consiste di 130 pagine, suddivise per aree tematiche.
Fra le rubriche legate al mondo dell'Arma ci sono:
- Per non dimenticare
- Le Medaglie d'Oro[5]
- La Stazione
- Cronache dal territorio
- Rosso & Blu[6]
- Sport

## Altre rubriche
- L'Osservatorio di Ferruccio de Bortoli
- Focus di Alberto Angela
- Scenari di Andrea Margelletti
- Spiritualità di Mons. Vincenzo Paglia
- Inviata speciale per Viaggi speciali di Licia Colò
- Inviato speciale per Reparti speciali di Valerio Staffelli
- Settima Arte di Guido Barlozzetti

- La salute vien mangiando di R. Lambertucci e F. Campoli
- Media di Alessandro Barbano
- Fatti & Persone
- Arte, Spettacoli e Segnalibro
- Hobby
- Le Vostre Domande
- Classica & dintorni

## Collaborazioni
La pubblicazione da sempre vanta la collaborazione di personalità di spicco del giornalismo e della cultura. Fra gli altri, vi hanno scritto: Indro Montanelli, Mario Cervi, Enzo Biagi, Giorgio Bocca, Arrigo Petacco, Sergio Zavoli, Luciano De Crescenzo, Giobbe Covatta, Piero Ostellino, Roberto Gervaso, Paolo Crepet, Maria Grazia Cucinotta, Melanton, Ferruccio De Bortoli, Philippe Daverio, Klaus Davi, Andrea Margelletti,Licia Colò, Nicola D'Amico, Francesco Sabatini, Rosanna Lambertucci, Valerio Staffelli, Alberto Angela, Alberto Bilà, Antonio Paolucci, Alessandro Barbano, Gian Piero Galeazzi, Marco Patricelli, Beppe Boni. 

## Iniziative speciali
Dal 2007 al 2015 la Rivista ha bandito il concorso "Carabinieri in Giallo", che premiava racconti polizieschi con protagonisti uomini e donne della Benemerita. Nella prima edizione la presidenza di giuria è stata affidata a Giancarlo De Cataldo. Per il 2007 il premio è andato al foggiano Ezio Cappa, che ha devoluto in beneficenza la relativa somma in danaro (3000 Euro). L'iniziativa è stata realizzata in collaborazione con la Mondadori, che nel luglio 2008 ha pubblicato, nella collana dei Gialli, la prima antologia con i 13 migliori racconti dell'edizione 2007. Il volume, anch'esso chiamato Carabinieri in Giallo, ha un'Introduzione dell'allora Direttore responsabile della Rivista, Roberto Riccardi, una Prefazione di Laura Toscano (componente della giuria, autrice de Il maresciallo Rocca) e le Conclusioni di Giancarlo De Cataldo. 
Dal 2017 la Rivista è tornata a bandire alcune Borse di Studio dedicate agli Abbonati e ai loro figli che si siano distinti negli studi, dalla Scuola Secondaria di 1º grado all'Università. 
Negli anni 2017 e 2018 sono stati pubblicati alcuni Supplementi allegati alla Rivista: "L'impegno internazionale dell'Arma" (Luglio 2017); "Truffe agli anziani. I consigli dell'Arma" (dicembre 2017); "A tutela dei consumatori. I consigli dell'Arma" (Giugno 2018); "I settant'anni dell'ONAOMAC" (Novembre 2018). Risale invece a Dicembre 2020 l'inserto intitolato "Da vent'anni in uniforme", dedicato al ventennale della presenza femminile nell'Arma.